# Von Welt
Von Welt (Eigenschreibweise VON WELT) ist eine deutsche Rock-Band aus dem Schwarzwald.

## Geschichte
Die Band wurde 2015 um die Musiker Nicolas Kuri (Gesang, Gitarre), Steffen Engler (Gitarre), Nicolai Hoch (Bass) und Patrick Moser (Schlagzeug) gegründet. 2016 erschien ihre erste Single Raus, gefolgt von der 2017er EP Milliardenstadt, die sie über ihr eigenes Label Modern Post veröffentlichte. Die EP wurde im Studio von Franz Plasa aufgenommen, der auch schon mit Bands wie Selig, Keimzeit, Echt und Rio Reiser arbeitete.
Bekannt wurde die Band auch durch die Initiative Stille Konzerte, bei denen sie Konzerte in verschiedenen Fußgängerzonen in den Städten Europas via Kopfhörer gab.
2020 erschien das Debütalbum Schwarz. Während der offizielle Veröffentlichungstermin am 24. Juli 2020 war, veröffentlichte die Band das Album über einen monatelangen Zeitraum, indem immer wieder Songs portionsweise veröffentlicht wurden. Als Gastsängerin ist Larissa Kerner auf dem Track Eiszeit vertreten. Die Band wird dabei von der Initiative Musik finanziell unterstützt. Mit dem Album erreichten sie Platz 35 der deutschen Charts. Im Jahr 2020 war Von Welt Protagonist der dritten Episode der mehrfach ausgezeichneten Konzertfilmserie WeLive. Produziert wurde der Film von der Produktionsfirma punchline studio unter der Regie der Brüder Maik und Pirmin Styrnol.
Nicolai Hoch stieg 2022 aus der Band aus.

## Diskografie
Alben
- 2020: Schwarz (Modern Post/Eigenproduktion)

EPs
- 2017: Milliardenstadt (Modern Post/Eigenproduktion)

Singles
- 2016: Raus
- 2019: Diebe
- 2020: Schwarz
- 2022: Was ist nur passiert
- 2023: Adrenalin
- 2023: FOMO
- 2023: Immer so still.
- 2020: Unendlichkeit
- 2024: Jupiter
- 2024: Kosmos
- 2024: Diese Angst
- 2024: Niemand ist eine Ewigkeit
- 2025: Fata Morgana